# Kaple Panny Marie Lasalettské (Travná)
Poutní kaple Panny Marie Lasalettské  v Travné se nachází v blízkosti kostela Neposkvrněného početí Panny Marie v okrese Jeseník. Kaple je součástí souboru staveb poutního místa, který byl prohlášen kulturní památkou ČR v roce 2003 a užívá ji Římskokatolická farnost Travná.

## Historie
V místě původní dřevěné kapličky z roku 1845 (1851) byla v roce 1858 postavena kaple podle plánu javornického stavitele Jozefa Schwarze. Nechala ji postavit manželka revírníka Veronika Eichinger (1809–1888). Kaple byla vysvěcena v roce 1891. Po roce 1990 byla kaple opravena a je poutním místem.

## Popis
Kaple je volně stojící podélná jednolodní stavba na kamenné podezdívce, postavená z kombinovaného a režného zdiva se sedlovou střechou. Kaple má představenou nízkou dřevěnou předsíň, za ní je průčelí, které má nárožní pilíře z režného cihlového zdiva, trojúhelníkový štít zakončený nástavcem na zvon. V průčelí jsou dvě kruhová okna. Okapové stěny mají korunní římsu zdobenou obloučkovým vlysem, vysoká okna jsou ukončena půlkruhovými záklenky. Fasády jsou omítnuty hrubou omítkou, ve štítu hladkou. Dřevěná předsíň je po celé šířce průčelí, má sedlovou střechu s rovnými střešními plochami po stranách, vchod je ve střední ose předsíně.

## Interiér
Loď a kněžiště je zaklenuto křížovou klenbou (v lodi čtyři pole). Na novogotickém oltáři byl umístěn obraz Panny Marie La Salette, který namaloval Josef Neugebauer z Javorníka. Nový obraz nechala zhotovit Agata hraběnka Schafgotsch u vídeňského malíře Josefa Kesslera.

## Okolí
Do souboru poutních památek v Travné patří kostel Neposkvrněného početí Panny Marie, kaple Panny Marie Lasalettské, Křížová cesta, grotta se studánkou, park a most.
V roce 1851 byl v lese ve svahu nedaleko kaple objeven pramen vody s údajně léčivými účinky. Postupem doby vznikla u studánky grotta. Studánka s kamennou opěrnou zídkou pod níž je vytékající pramen ohrazen nízkým železným plotem. V zídce je nika se sochou Panny Marie Lurdské a kvádr s nápisem.
Přes Krutvaldský potok byl postaven v roce 1880 kamenný most z lomového kamene o jedné půlkruhové klenbě. Most je široký čtyři metry.